# Bark Psychosis
Bark Psychosis là một ban nhạc/dự án post-rock thành lập tại đông London, Anh năm 1986. "Post-rock" là một thuật ngữ được Simon Reynolds nghĩ ra năm 1994 để miêu tả Bark Psychosis, và do đó họ được xem là một trong những ban nhạc cốt yếu làm hình thành thể loại này. Graham Sutton là trưởng nhóm và thành viên cốt lõi. Bark Psychosis hiện là một dự án gồm Sutton, với sự hỗ trợ của những nhạc công khác.
Khi mới thành lập, ban nhạc là một bộ tứ gồm Sutton, Daniel Gish, John Ling và Mark Simnett. Đội hình thu âm hầu hết các EP đầu tiên và album Hex (1994). Codename: Dustsucker (2004) có sự góp mặt của tay guitar Colin Bradley (Dual) và tay trống Lee Harris (Talk Talk).

## Thành viên

### Thành viên hiện tại
- Graham Sutton - hát, sample, guitar, piano, melodica, Hammond organ, bass, bộ tổng hợp, programming (1986–nay)

### Cựu thành viên
- John Ling — bass, sample, bộ gõ (1986–1993)
- Mark Simnett — trống, bộ gõ (1988–1994)
- Rashied Garrison — guitar (1988)
- Sue Page — hát (1989–1990)
- Daniel Gish — keyboard, piano, Hammond organ (1991–1994)

### Nhạc công khác
- Neil Aldridge — bộ gõ
- Pete Beresford — vibraphone
- Colin Bradley — guitar
- Phil Brown — sáo
- Anja Buechele — hát
- Del Crabtree — trumpet
- Rachel Dreyer — piano, hát, sáo gỗ
- Duke String Quartet
- Lee Harris — trống
- Shaun Hyder — Sindhi tamboura
- Alice Kemp — bowed guitar
- T.J. Mackenzie — trumpet
- David Panos — bass
- Dave Ross — bộ gõ

## Đĩa nhạc

### Album
- Hex (1994)
- ///Codename: Dustsucker (2004)

### EP và đĩa đơn
- Clawhammer (1988)
- All Different Things (1989)
- Nothing Feels (1990)
- Manman (1991)
- Scum (1992)
- Hexcerpts (1993) promo only
- A Street Scene (1994)
- Blue EP (1994)
- The Black Meat (2004)
- 400 Winters EP (2005)

### Album tổng hợp
- Independency (1994)
- Game Over (1997)
- Replay (2004)